# Выгонощи
Выгонощи (бел. Вы́ганашчы) — деревня в составе Телеханского сельсовета Ивацевичского района Брестской области Белоруссии.

## География
Располагается в равнинной низинной местности среди болот и озёр рядом с Выгонощанским ландшафтным заказником. До сельского административного центра — Телеханы 12 км (по автодороге), до районного центра Ивацевичи — 55 км.

## Название
Название селения возможно получено от слов «выгон», «выгонная земля» — пастбище, куда выгоняют пастись домашний скот; мн. ч. — «выгоно(и)щи».

## История сельского храма
Деревянный однопрестольный во имя Покрова Пресвятой Богородицы приходский храм с отдельностоящей колокольней был построен в Выгонощах в 1785 году на средства гетмана Михаила Огинского. Сведений о постройке в Выгонощах первой церкви не сохранилось. Двухкупольная церковь с гонтовой кровлей и одноярусным расположением окон имела общую внутреннюю площадь (с алтарной частью) около 25 квадратных саженей (≈ 113 м²). Солея возвышалась на два вершка (≈ 9 см), на которой находились клиросы. Двухъярусный иконостас имел 18 икон старого письма. Ризница находилась в алтаре. Церковь не отапливалась. В церковном архиве хранились метрические книги с 1818 года. Приход состоял из одного самого села. Согласно описанию приходов и церквей Минской епархии храм в 1879 году ещё существовал. При церкви имелось церковно-приходское училище.
В 1935 году в селе была построена новая церковь. В 1942 году её сожгли немцы. В 2000 году была произведена закладка храма в то же именование — Покрова Пресвятой Богородицы. В 2006 году архиепископом Пинским и Лунинецким Стефаном был выдан антиминс, а в 2009 — храм был освящён.

## Население
| Годы      | 1879 | 1909* | 2009 | 2019 |
| --------- | ---- | ----- | ---- | ---- |
| Население | 1094 | 2283  | 627  | 440  |

* В 1909 году в селе насчитывалось 277 крестьянских дворов.

## Культура и досуг
- Музей природы ГПУ Беловежская пуща лесоохотничьего хозяйства «Выгоновское»

## Достопримечательности
- Фортификационный ансамбль фронтовых укреплений Первой мировой войны (в составе 9 объектов), 1915—1918 —  Историко-культурная ценность Республики Беларусь, шифр 113Д000750. Здесь проходила линия фронта войск Российской империи и Австро-Венгрии[8].
- В 5 км к северу от деревни находится Выгоновское (Выгонощанское) эвтрофное озеро — филиал заповедника Беловежская пуща.
- Свято-Покровская церковь (2000—2009)